# 8216 Melosh
8216 Melosh eller 1995 FX14 är en asteroid i huvudbältet som upptäcktes den 27 mars 1995 av Spacewatch vid Kitt Peak-observatoriet. Den är uppkallad efter den amerikanske geofysikern H. Jay Melosh.
Den tillhör asteroidgruppen Astraea.